# 28 de juliol
El 28 de juliol és el dos-cents novè dia de l'any del calendari gregorià i el cent dos-cents desè en els anys de traspàs. Queden 156 dies per finalitzar l'any.

## Esdeveniments
Països Catalans
- 1686 - Arenys de Mar, Maresme: Consagració de Santa Maria d'Arenys a càrrec del bisbe de Vic.
- 1978 - Palma, Mallorca: es constitueix el Consell General Interinsular al castell de Bellver.
- 1993 - Andorra: aquest estat ingressa a l'ONU.[1]
- 2010 - Barcelona: al Parlament de Catalunya, els diputats catalans voten una Iniciativa Legislativa Popular a favor de l'abolició de les curses de braus a Catalunya (per 68 vots a favor de l'abolició, 55 en contra i 9 abstencions).[2]

Resta del món
- 1821 - el Perú: José de San Martín proclama la independència del país.
- 1914 - Imperi Austrohongarès: aquest estat declara la guerra a Sèrbia, amb la qual cosa comença la Primera Guerra Mundial.[3]
- 1916 - Zúric, Suïssa: al Cabaret Voltaire, Hugo Ball llegeix el primer manifest dadà, començat així aquest moviment artístic i cultural.
- 1951 - Ginebra, Suïssa: s'adopta la Convenció internacional sobre els refugiats.
- 1989 - Espanya: El Dioni roba un furgó blindat de l'empresa on treballava amb 320 milions de pessetes.
- 1936 - Còrdova, Espanya: Són afusellats per les tropes rebels, els diputats republicans Bautista Garcet (PCE) i Antonio Acuña (PSOE).

## Naixements
Països Catalans
- 1862 - Sant Quirze Safaja: Lluís Rodés i Pou, escolapi català.
- 1879 - Alacant, Alacantí: Gabriel Miró, escriptor valencià (m. 1930).
- 1888 - Barcelona: Cristòfor Taltabull i Balaguer, pedagog musical i compositor català.
- 1893 - Olot, La Garrotxa: Càndida Pérez, cupletista i compositora, autora de molts cuplets catalans (m. 1989).[4]
- 1922 - Escaldes-Engordany, Andorra: Júlia Bonet Fité, empresària andorrana, presidenta i fundadora de Perfumeries Júlia.[5]
- 1929 - Barcelona: Alícia Guri i Canivell, jugadora de tennis i tennis de taula catalana.[6]
- 1941:
  - Anglès: Eulàlia Hortal i Brugués, folklorista catalana que ha treballat en la recuperació de diverses danses empordaneses.[7]
  - Los Teques: Roger Alier i Aixalà, historiador i crític musical català (m. 2023).
- 1951 - Benimàmet, València: Santiago Calatrava Valls, arquitecte, escultor, enginyer i dibuixant valencià.
- 1972 - Terrassa, Vallès Occidental: Rosa Boladeras, actriu catalana de teatre i televisió.
- 1974 - Tòquio, Japó: Keiko Ogawa, pintora realista japonesa que viu i treballa a Barcelona des del 2005.
- 1979 - Sent Gaudenç: Mireia Boya Busquet, política catalana.

Resta del món
- 1609 - Haarlem, Països Baixos: Judith Leyster, pintora holandesa de l'edat d'or (m. 1660).[8]
- 1804 - Landshut: Ludwig Andreas Feuerbach, filòsof alemany, que tingué gran influència en Marx i altres filòsofs alemanys (m. 1872).[9]
- 1840 - Filadèlfia, Pennsilvània (EUA): Edward Drinker Cope, paleontòleg i anatomista comparatiu estatunidenc (m. 1897).[10]
- 1848 - Santiago de Xile, Xile: Victoria Subercaseaux Vicuña, socialite xilena (m. 1931).[11]
- 1866 - Londres: Beatrix Potter, escriptora i il·lustradora britànica de literatura infantil i una botànica significativa (m. 1943).[12]
- 1887 - Blainville-Crevon, França: Marcel Duchamp, pintor i escultor francès.[13]
- 1902:
  - Viena, Imperi Austrohongarès: Karl Popper, filòsof i sociòleg austríac. Premi Internacional Catalunya 1989. (m. 1994).[14]
  - Alice Springs, Northen Territory (Austràlia): Albert Namatjira, anomenat en un principi Elea Namatjira, i Albert després del seu bateig cristià, va ser un famós pintor aborigen australià (m. 1959).[15]
- 1903 - Buenos Aires: Silvina Ocampo, escriptora argentina. (m. 1993).[16]
- 1904 - Nízhniaia Txiglà, Rússia: Pàvel Txerenkov,físic i matemàtic, Premi Nobel de Física de l'any 1958 (m. 1990).[17]
- 1908 - La Puebla de Cazalla, Sevilla: Dolores Jiménez Alcántara, La Niña de La Puebla, cantaora de flamenc (m. 1999).[18]
- 1909 - Offenburg, Baden-Wurtemberg: Aenne Burda, editora de premsa alemanya.[19]
- 1915 - Greenville, Carolina del Sud, EUA: Charles Hard Townes, físic nord-americà, Premi Nobel de Física de l'any 1964 (m. 2015).[20]
- 1917 - Madrid, Espanya: Gloria Fuertes, poeta espanyola, coneguda per les seves obres per a nens (m. 1998).[21]
- 1921 - Cruces, Cuba: Melba Hernández, advocada i Heroïna de la Revolució Cubana (m. 2014).[22]
- 1925 - Nova York, EUA: Baruch Samuel Blumberg, metge i biòleg nord-americà, Premi Nobel de Medicina o Fisiologia de l'any 1976 (m. 2011).[23]
- 1927 - Rochester, Nova York, Estats Units: John Ashbery, poeta estatunidenc destacat de la segona meitat del segle xx (m. 2017).[24]
- 1928 - Praga: Květa Pacovská, pintora, escultora i il·lustradora txeca (m. 2023).[25]
- 1929 - Southampton, Nova York (EUA): Jacqueline Lee Bouvier, esdevinguda Jacqueline Kennedy arran del seu matrimoni amb John Fitzerald Kennedy, president dels Estats Units, i posteriorment Jacqueline Onassis, a partir del seu casament amb el magnat grec Aristòtil Onassis (m. 1994).[26]
- 1935 - Ronciglione, Itàlia: Massimo Natili, pilot de curses automobilístiques italià.
- 1937 - París, França: Bernard Barbiche, historiador francès.
- 1941:
  - Los Teques, Miranda, Veneçuela: Roger Alier i Aixalà, historiador i crític musical català.
  - Nàpols, Itàlia: Riccardo Muti, director d'orquestra italià.[27]
- 1942 - Londres, Regne Unit: Meave Leakey, paleoantropòloga.[28]
- 1954 - Sabaneta, Barinas, Veneçuela: Hugo Chávez, dirigent polític i president de Veneçuela (m. 2013).[29]
- 1974 - Atenes, Grècia: Alexis Tsipras (en grec: Αλέξης Τσίπρας), enginyer i polític grec, primer ministre de Grècia des del 21 de setembre de 2015, càrrec que ja exercí entre el 26 de gener i el 27 d'agost de 2015.[30]
- 1987 - Santa Cruz de Tenerife, Illes Canàries: Pedro Rodríguez Ledesma, futbolista que va esdevenir el primer jugador a marcar en sis competicions diferents durant una sola temporada al Futbol Club Barcelona, la temporada 2009-10.[31]

## Necrològiques
Països Catalans
- 1460 - València: Margarida Borràsː dona transgènere valenciana penjada a la forca, icona per a la defensa dels drets LGTB a València.[32]
- 1980 - Barcelona: Joan Barceló i Cullerés, escriptor català (n. 1955).
- 1981 - Reus: Magda Folch i Solé, pintora catalana (n. 1903).[33]
- 2006 - València: Toni Mestre, periodista valencià.
- 2010 - Barcelona: Maria Canals i Cendrós, pianista catalana.
- 2017 - Sant Vicent del Raspeig, Alacantí: José Vicente Beviá Pastor, polític socialista valencià que fou senador i diputat per Alacant.

Resta del món
- 1327 - Joana d'Avaugour, noble bretona.
- 1540 - Putney, Londres (Anglaterra): Thomas Cromwell, fou Primer Ministre d'Enric VIII d'Anglaterra entre 1532 i 1540 i Comte d'Essex. (n. 1485).[34]
- 1723 - Beja: Mariana Alcoforado, autora de les Cartas d'amor de la monja portuguesa, joia de la literatura universal (m. 1723).[35]
- 1732 - Pequín (Xina): Joachim Bouvet, jesuïta francès, missioner a la Xina (n. 1656)
- 1741 - Venècia, Itàlia: Antonio Vivaldi, compositor i violinista italià.[36]
- 1750 - Leipzig, Saxònia, Alemanya: Johann Sebastian Bach, compositor alemany.[36]
- 1794 - París, França: Louis Antoine de Saint-Just i Maximilien de Robespierre, polítics revolucionaris francesos, executats a la guillotina.
- 1842 - Aschaffenburg (Baviera): Clemens Brentano, pseudònim de Clemens Wenzeslaus Brentano de La Roche, novel·lista i poeta alemany (n. 1778).[37]
- 1922 - Saint-Mandé, (França): Jules Bazile, més conegut com a Jules Guesde, polític i periodista socialista marxista francès, fundador del Partit Obrer Francès (n. 1845).[38]
- 1930 - Estocolm (Suècia): Allvar Gullstrand, oftalmòleg suec, Premi Nobel de Medicina o Fisiologia de 1911 (n. 1862).[39]
- 1932 - Las Rozas: Margarita Gil Roësset, escultora, il·lustradora i poeta espanyola (n. 1908).[40]
- 1934 - Santa Barbara, Califòrnia, Estats Units: Marie Dressler, actriu canadenca.
- 1938 - Poço Redondo: Maria Bonita, cangaceira brasilera (n. 1911).[41]
- 1942 - Jerusalem, Sir William Matthew Flinders Petrie, habitualment conegut com a Flinders Petrie, fou un egiptòleg britànic (n. 1853).[42]
- 1968 - Göttingen (Alemanya Occidental): Otto Hahn, químic alemany, Premi Nobel de Química de 1944 (n. 1879).[43]
- 2002 - Llangarron (Anglaterra): Archer John Porter Martin, químic anglès, Premi Nobel de Química de 1952 (n. 1910).[44]
- 2004 - La Jolla-San Diego, Califòrnia (EUA): Francis Crick, biòleg britànic, Premi Nobel de Medicina o Fisiologia de l'any 1962 (n. 1916).[45]
- 2017 - Oslo, Noruega: Stein Mehren, escriptor i poeta noruec.
- 2020 - París: Gisèle Halimi, advocada, activista feminista i política francotunisiana (n. 1927).[46]

## Festes i commemoracions
- Cinquè dia de les festes de Moros i Cristians de la Vila Joiosa (Marina Baixa).
- A Valldemossa (Mallorca), festa de Santa Catalina Thomàs, coneguda com la beata o la beateta.[47]

### Santoral[48]

#### Església Catòlica[49]
- Sants i beats al Martirologi romà (2011): sants Pròcor, Nicanor, Timó, Pàrmenas i Nicolau d'Antioquia, màrtirs (s. I-II); Víctor I, papa (199); Mârtirs de la Tebaida (250); Nazari i Cels de Milà, màrtirs (304); Acaci de Milet, màrtir (310); Samsó de Dol, bisbe (565); Camelià de Troyes, bisbe (s. VI); Botvid de Suècia, laic (1120); Melcior Garcia Sanpedro, bisbe i màrtir al Vietnam (1858); Pedro Poveda Castroverde, fundador i màrtir (1936); Jaume Hilari Barbal i Cosan, màrtir (1937); Anna Muttathupadatu, clarissa (1946).
  - Beats: Manuel Segura, David Carlos, monjos màrtirs (1936); Sabino Hernandez Laso, Germán Martín Martín, salesians (1936); Josep Caselles i Moncho, Josep Castell i Camps, preveres màrtirs (1936).
- Sants i beats no inclosos al Martirologi: sants Eustaqui de Galàcia, màrtir; Peregrí de Lió, eremita (s. II); Arduí de Ceprano, prevere (627); Ursus i Leobaci, abats (500); Lúcid d'Aquara, eremita (ca. 938); a Mallorca: Caterina Tomàs i Gallard, religiosa; a Sens: trasllat de les relíquies de Coloma de Sens.
  - Beats: Guichard de Beaujeu, abat de Pontigny (1180); Antonio della Chiesa, monjo (1459); a l'Orde Carmelita: Jean Soreth, fundador.
- Servent de Déu Ángel Herrera Oria.
- Venerats a l'Orde de Sant Francesc: beata Sança de Mallorca, reina.
- Venerats a l'Orde de la Mercè: beat Alphonse Loup, bisbe de Tournai.

#### Església Copta
- 21 Abib: Maria, mare de Jesús; Suseni l'Eunuc.

#### Església Ortodoxa (segons el calendari julià)
- Se celebren els corresponents al 10 d'agost del calendari gregorià.

#### Església Ortodoxa (segons el calendari gregorià)
Corresponen als sants del 15 de juliol del calendari julià.
- Sants: Abudim de Tènedos, màrtir (s. IV); Quirze i Julita, màrtirs; Vladímir I de Kíev, el Gran, príncep (1015); Piotr, diaca màrtir (1918).

##### Església Ortodoxa Grega
- Lol·lià, màrtir; Madrona de Quios (troballa del seu crani 1462).

#### Esglésies luteranes
- Johann Sebastian Bach, Heinrich Schütz i Georg Friedrich Händel, músics sacres.